# Station Segersäng
Segersäng is een station van het stadsgewestelijk spoorwegnet van Stockholm in de gemeente Nynäshamn aan de Nynäsbanan. 

## Geschiedenis
Het station werd geopend onder de naam Sorunda rond de jaarwisseling 1901/1902, toen ook de Nynäsbanan in gebruik kwam. In 1917 werd de naam gewijzigd in Segersäng en in 2008 werd het perron 100 meter verschoven toen het station een passeerpunt werd voor tegemoetkomende treinen
op de enkelsporige lijn.

## Reizigersverkeer
Het station heeft een eilandperron zonder OV-poortjes dat toegankelijk is via overwegen aan het zuideinde. Op een normale doordeweekse dag in de winter kent het station ongeveer 300 reizigers. Behalve de pendeltåg doet ook de spitsbus, SL's lijn 850, richting het kruispunt Grödby – Trollsta het station aan.